# 12 Eskadra Liniowa
12 eskadra liniowa – pododdział lotnictwa Wojska Polskiego w II Rzeczypospolitej.

## Formowanie i zmiany organizacyjne
Podczas reorganizacji lotnictwa wojskowego w 1925 roku 12 eskadrę wywiadowczą przemianowano na 12 eskadrę lotniczą. 
Eskadra pozostałą w strukturach 1 pułku lotniczego i stacjonowała na lotnisku Okęcie. Wyposażenie stanowiły samoloty Ansaldo A.300.
Jesienią 1925 rozpoczęto przezbrajanie eskadry na samoloty Potez XV. Wiosną 1926 eskadra miała już etatowy stan 6 samolotów.
W 1929 jednostka zmieniła nazwę na 12 eskadra liniowa. Jednocześnie zwiększono etat do 10 samolotów.
Od wiosny 1930 trwało przezbrojenie 12 eskadry w samoloty Potez XXV.
W 1932 eskadra została przezbrojona w samoloty Breguet XIX.
W dniach 7-20 września 1928 załogi 12 eskadry uczestniczyły w  manewrach na Wołyniu. W wyniku reorganizacji lotnictwa w marcu 1939, 12 eskadra liniowa została rozwiązana. Personel latający i naziemny przeniesiony został do formującego się 215 dywizjonu bombowego.
| Nazwy jednostki i daty sformowania, przeformowań i rozformowania | Nazwy jednostki i daty sformowania, przeformowań i rozformowania | Nazwy jednostki i daty sformowania, przeformowań i rozformowania | Nazwy jednostki i daty sformowania, przeformowań i rozformowania | Nazwy jednostki i daty sformowania, przeformowań i rozformowania | Nazwy jednostki i daty sformowania, przeformowań i rozformowania | Nazwy jednostki i daty sformowania, przeformowań i rozformowania | Nazwy jednostki i daty sformowania, przeformowań i rozformowania | Nazwy jednostki i daty sformowania, przeformowań i rozformowania |
| ---------------------------------------------------------------- | ---------------------------------------------------------------- | ---------------------------------------------------------------- | ---------------------------------------------------------------- | ---------------------------------------------------------------- | ---------------------------------------------------------------- | ---------------------------------------------------------------- | ---------------------------------------------------------------- | ---------------------------------------------------------------- |
| II 1919                                                          | 1 Wielkopolska eskadra polna                                     | 1920                                                             | 12 eskadra wywiadowcza                                           | 1925                                                             | 12 eskadra lotnicza                                              | 1929                                                             | 12 eskadra liniowa                                               | III 1939                                                         |

## Dowódcy eskadry
- kpt. obs. Konstanty Koziełło (1925 – IX 1925)[4] → oficer taktyczny 1 pułku lotniczego
- kpt.pil. Mateusz Iżycki (IX 1925 – )[4]
- kpt. Franciszek Haberek (VIII 1927 – VI 1928)[8]
- kpt. pil. Stanisław Skarżyński (VI 1928 – 1 II 1930) → MSWojsk.
- wz. por. pil. Marian Malara (IV – 4 VII 1929)[5]
- por. obs. Marian Sukniewicz (1 II 1930 – 25 IV 1930)[6]
- kpt. obs. Edward Młynarski (25 IV 1930 – 30 IX 1933)[6]
- kpt. pil. Jan Koźmiński (30 IX 1933 – 22 XI 1934)[9]
- kpt. obs. Marian Sukniewicz (22 XI 1934 – 13 VI 1935)[9]
- kpt. pil. Juliusz Dziewulski (13 VI 1935 – 6 VII 1937)[10]
- kpt. Leszczyński (6 VII 1937 – XI 1938)[7]
- kpt. obs. Feliks Łukasik (XI 1938 – III 1939)[7]

## Wypadki lotnicze
- 4 IX 1930 lecąc służbowo  w wypadku lotniczym zginęli kpr. pchor. rez. pil. Leon Pędzich i szer. rez. mech. Marian Jerzy vel Erzy[6].
- 16 X 1930 będąc  na kursie pilotażu myśliwskiego, który odbywał się w 2 pułku lotniczym zginął ppor. pil. Stanisław Nowakowski. W samolocie Spad którym leciał urwały się skrzydła[6].
- 18 listopada 1932 samolot Breguet XIX z załogą kpr. pil. Edward Durniewicz i ppor. obs. Edmund Papis podczas lotu treningowego przy niskim pułapie chmur, zaczepił o linę masztu radiostacji Raszyn. Obaj lotnicy zginęli[6].
- 11 września 1937 lecąc samolotem RWD-8 zginął pod Szamotułami por. pil. Władysław Nowak[11].
- 1 czerwca 1938 na poligonie Błędów, gdzie odbywała się szkoła ognia, a startując z lotniska Rakowice zginęli na samolocie „Karaś” kpt. pil. Tadeusz Suchodolski, por. obs. Stanisław Tobiasz i kpr. strz. samol. Kazimierz Kąkol[11].